# Boris Michajlovič Ėjchenbaum
Boris Michajlovič Ėjchenbaum (in russo Борис Михайлович Эйхенбаум?; Voronež, 16 ottobre 1886, 4 ottobre del calendario giuliano – Leningrado, 24 novembre 1959) è stato uno storico e critico letterario sovietico.

## Biografia
La sua prima attività in cui si distinse fu l'ideazione dell'Opojaz (società per lo studio della teoria della lingua poetica) che rimase in attività dal 1914 al 1923 e pose le basi della teoria formalista. Qui lavorò al fianco degli altri ideatori del progetto: Viktor Borisovič Šklovskij, Lilja Jur'evna Brik, Jurij Nikolaevič Tynjanov, Viktor Maksimovič Žirmunskij.
In questi anni ci furono i suoi primi scritti, segnati da un formalismo critico che lo contraddistingueva. Pubblicò diversi saggi, fra cui Come è fatto «Il cappotto» di Gogol (nel 1919) e Il giovane Tolstoj (1922), in seguito si dedicò alle monografie Anna Achmatova. Saggio di analisi (1923) e La posizione letteraria di Lermontov (1941). Saggio di valutazione storico-letteraria (1924).
La sua vita fu segnata dalle contrapposizioni politiche, lui che prima si era opposto all'estetica marxista, venne ostacolato in tutti i modi, prima (dal 1930) decise di lasciar perdere l'idea di affrontare i problemi di metodologia letteraria, in seguito (nel 1946), il suo appoggio alla poetessa Anna Achmatova fu aspramente criticato dal governo, precisamente dal ministro della cultura Andrej Aleksandrovič Ždanov.
Gli ultimi anni della sua vita li dedicò alla creazione di raccolte di scritti su autori connazionali, ma non riuscì a vedere pubblicati gli ultimi due volumi della monografia di Tolstoj, che furono resi noti a lui postumo. Lo stesso dicasi per le raccolte sul lavoro di Michail Jur'evič Lermontov (nel 1961) e (Sulla prosa, 1969).

## Opere (parziale)
- Come è fatto «Il cappotto» di Gogol (Kak sdelana «Šinel'» Gogolja, 1919)
- Il giovane Tolstoj (Molodoj Tolstoj, 1922)
- Anna Achmatova. Saggio di analisi (Anna Achmatova. Opyt' analiza, 1923)
- La teoria del «metodo formale» (Teorija «formal'nogo metoda», 1927)
- Leskov e la prosa contemporanea (Leskov i sovremennaja proza, 1927)

### In italiano
- Il giovane Tolstoj. Teoria del metodo formale, Bari, De Donato, 1968.
- I problemi dello stile cinematografico (Problemy kino-stilistiki) in I formalisti russi nel cinema a cura di Pietro Montani, pp. 27–61.

Nell'antologia I formalisti russi a cura di Cvetan Todorov sono tradotti: Come è fatto «Il cappotto» di Gogol, La teoria del «metodo formale» e Leskov e la prosa contemporanea (tradotto con il titolo Teoria della prosa).